# Wang Lang
Wang Lang (? -228) bio je kineski vojskovođa i političar, koji se istakao prvo kao jedan od gospodara rata na kraju dinastije Han, a potom kao dvorski namještenik Kraljevine Wei u razdoblju Tri kraljevstva. Zahvaljujući braku svoje unuke za Sima Zhaoa, postao je pradjed Sima Yana, kasnije poznatog kao Car Wu iz dinastije Jin.

## Potomci
- Wang Su, sin
- Wang Yuanji, unuka, udata za Sima Zhaoa